# Heteromeryx
Heteromeryx dispar
Genre
Espèce
Heteromeryx est un genre fossile de mammifères placentaires artiodactyles, de la famille des Protocératidés. On n'en connaît que l' espèce Heteromeryx dispar, qui a vécu en Amérique du Nord au cours de l'Éocène, il y a entre 40,4 et 37,2 millions d'années.

## Description
Heteromeryx était un artiodactyle de petite taille assez semblable à un cervidé sans bois ou aux Antilocapridae bien qu'apparenté à la famille des Camelidae. Il devait faire entre 30 et 50 kg ce qui est similaire à d'autres membres de sa famille comme Pseudoprotoceras, mais plus que des membres de sa sous-famille comme Leptoreodon. On sait assez peu de chose au sujet de ce genre et de son unique espèce du fait du peu de fossiles découverts.

## Répartition
Heteromeryx vivait en Amérique du Nord dans une zone géographique aujourd'hui occupée par les Grandes Plaines. Ses fossiles ont été retrouvés aux États-Unis dans les États du Texas, du Nebraska et du Dakota du Sud.